# Ichthyomys
Ichthyomys é um género de roedor da família Cricetidae.

## Espécies
- Ichthyomys hydrobates (Winge, 1891)
- Ichthyomys pittieri Handley e Mondolfi, 1963
- Ichthyomys stolzmanni Thomas, 1893
- Ichthyomys tweedii Anthony, 1921